# طائر التعريشة الغربي
طائر التعريشة الغربي (اسم علمي Chlamydera guttata) هو نوع من الطيور من فصيلة طيور التعريشة. الأنواع شائعة تستوطن أستراليا. لديها انتشار متقطع، توجد في وسط أستراليا ومنطقة بيلبارا في غرب أستراليا.